# Medalla de la Coronació del Rei Jordi VI 1937
La Medalla de la Coronació del Rei Jordi VI 1937 (anglès:King George VI's Coronation Medal 1937) és una medalla commemorativa britànica i de la Commonwealth, creada el 1937 per Jordi VI.
Va ser atorgada pel Rei com a record personal per commemorar la seva coronació el 12 de maig de 1937.
La medalla va ser atorgada per tot l'Imperi a membres de les Forces Armades i oficials de l'Estat, oficials i serfs de la Casa Reial, ministres, oficials del govern, batlles, funcionaris de l'estat i governs locals.
Va ser atorgada en 90.279 ocasions.
No hi ha barres per a aquesta medalla.

## Disseny
Una medalla de 32mm en plata amb les efígies superposades dels reis coronats, Jordi VI i Elisabet amb robes d'estat. Al revers, apareix la inscripció GEORGE VI QUEEN ELIZABETH envoltant el monograma real. A sota del monograma apareix la inscripció Coronats 12-maig-1937.
Se sosté d'un galó blau amb una franja blanca als costats. Al mig de la franja blanca n'hi ha una de vermella.